# Carbon/Silicon
Carbon/Silicon, aussi stylisé Carbon Silicon, est un groupe de punk rock britannique, originaire de Londres, en Angleterre. Il est formé en 2002 par Mick Jones (The Clash, Big Audio Dynamite) et Tony James (Generation X, Sigue Sigue Sputnik).

## Biographie

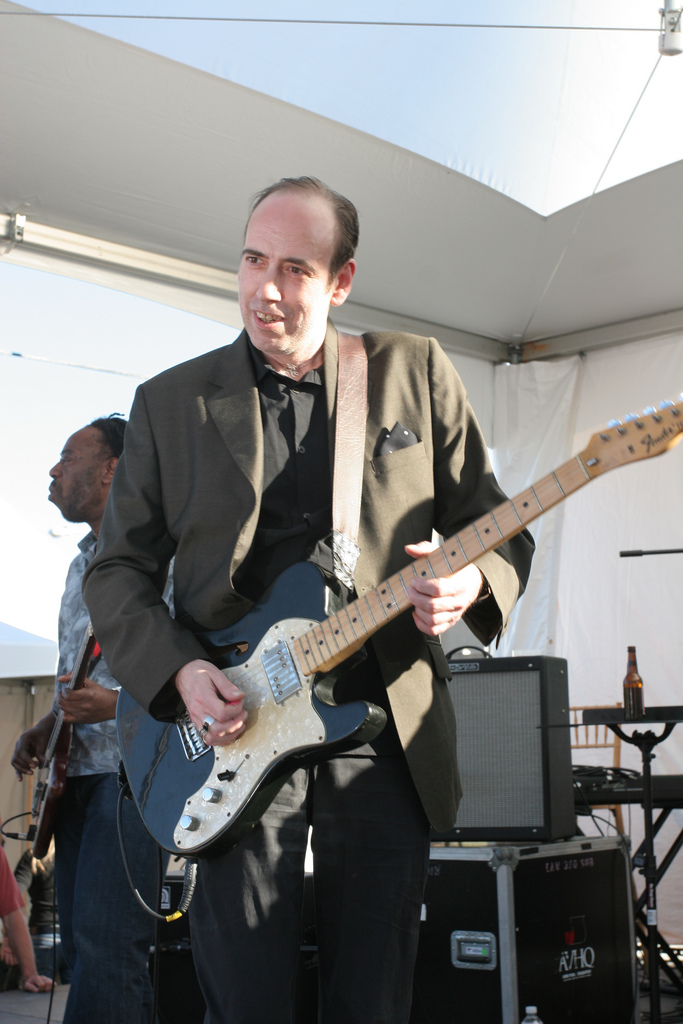
Mick Jones avec Carbon/Silicon en 2008.

En mars 2002, inspirés par le partage de fichiers, Jones et James écrivent la première chanson intitulé MPFree, dans laquelle ils expriment leur volonté d'adopter le partage de fichiers, dans l'intérêt de la diffusion, plutôt que le profit. Le groupe fait encore des enregistrements disponibles gratuitement sur leur site web.
Carbon/Silicon enregistre quatre CD démo : Sample this, Peace, Dope Factory Boogie, The Grand Delusion et The Homecoming. Leur premier album studio, A Twist of Modern fait ses débuts sur le site du groupe le 28 juillet 2006. Leur second album, Western Front, sort le 14 octobre 2006 et inclut des versions ré-enregistrées de leurs premières chansons. Le troisième album du groupe, The Crackup Suite, est publié en mars 2007. Le même mois, Reef est annoncé à la batterie. Le groupe publie ensuite deux nouveaux EP et un nouvel album, The Last Post, puis tourne, participant notamment au Isle of Wight Festival et à des dates aux États-Unis,. En collaboration avec le Callicore Studio, Carbon/Silicon puis en 2008, une vidéo animée de la chanson The News.
En janvier 2008, une période durant laquelle ils reviennent musicalement à leurs racines, le groupe joue sept concerts à Ladbroke Grove, à Londres.  leur premier concert, Topper Headon joue deux chansons. La fille de Jones, Lauren, chante avec le groupe. En 2009, le groupe publie son quatrième album studio, The Carbon Bubble. En 2010, le groupe effectue des changements de formation avec Jesse Wood qui remplace Leo Williams à la basse, et le groupe participe à plusieurs dates comme au Neapolis Festival (de Naples) et Arthur's Day (de Dublin).
Plus tard en 2010, leur quatre albums en libre téléchargement sont retirés de leur site web et mis en vente sur iTunes et Amazon. The Crackup Suite est rebaptisé The Crackup Suite Parts 1 and 2 et s'accompagne de six chansons supplémentaires.

## Membres

### Membres actuels
- Mick Jones - guitare, chant (depuis 2002)
- Tony James - guitare (depuis 2002)
- Dominic Greensmith - batterie, percussions (depuis 2007)
- Jesse Wood - basse (depuis 2010)

### Anciens membres
- William Blake - basse (2004–2005)
- Danny the Red - batterie (2004–2005)
- Leo « Eazykill » Williams - basse (2007–2010)

## Discographie

### Albums studio
- 2006 : A.T.O.M
- 2006 : Western Front
- 2007 : The Crackup Suite
- 2007 : The Last Post
- 2009 : The Carbon Bubble
- 2013 : Big Surprise

### Album live
- 2007 : Carbon Casino

### EP
- 2003 : Sample this, Peace
- 2003 : Dope Factory Boogie
- 2004 : The Grand Delusion
- 2004 : The Homecoming
- 2006 : Value What Is Necessary
- 2006 : The Global War On Culture
- 2006 : Experimental!
- 2006 : Oil Well
- 2006 : The Magic Suitcase
- 2006 : The Gangs Of England
- 2006 : Why Do Men Fight
- 2007 : The News
- 2007 : The Magic Suitcase